# I protagonisti (film 1968)
I protagonisti è un film del 1968 diretto da Marcello Fondato su soggetto di Ennio Flaiano.

## Trama
Sardegna. Un gruppo di turisti in cerca di emozioni, dietro pagamento, incontra Taddeu, un latitante. Ma nel bel mezzo dell'incontro, nel covo del fuorilegge, irrompono le forze dell'ordine: i turisti si comportano in maniera ambigua, e alcuni di loro ben presto iniziano a parteggiare per il criminale. Alla fine, Taddeu viene individuato e ferito, ma riesce a fuggire dopo aver uccidere un suo complice.

## Produzione
Il film faceva parte della selezione ufficiale dei candidati al Festival di Cannes del 1968, ma il festival quell'anno fu cancellato a causa degli eventi del Maggio francese.